# Résolution 78 du Conseil de sécurité des Nations unies
Membres permanents
- Chine
- États-Unis
- France
- Royaume-Uni
- URSS

Membres non permanents
- Argentine
- Canada
- Cuba
- Égypte
- Norvège
- RSS d'Ukraine

Résolution no 77 Résolution no 79
La résolution 78 du Conseil de sécurité des Nations unies  est une résolution du Conseil de sécurité des Nations unies adoptée le 18 octobre 1949.
Cette résolution, la douzième et dernière de l'année 1949, relative à la réglementation et à la réduction des armements, invite le secrétaire général de transmettre à l'Assemblée générale les résultats des travaux de la Commission des armements de type classique.
La résolution a été adoptée par 9 voix pour.
Les abstentions sont celles de la république socialiste soviétique d'Ukraine et de l'Union des républiques socialistes soviétiques.

## Texte
- Résolution 78 sur fr.wikisource.org
- Résolution 78 sur en.wikisource.org